# ربات (سياهو)
ربات (بالفارسية: رباط) هي قرية تقع في إيران في قسم سياهو الريفي.